# 昆士蘭州立圖書館
昆士蘭州立圖書館是昆士蘭州的主要參考資料和研究公立圖書館。其法律依據是1988年的《昆士蘭圖書館法》。它擁有昆士蘭重大歷史文獻、主要參考資料、以及研究收藏的一部分，並且是提倡者和與昆士蘭州的各公共圖書館是合作伙伴。 該圖書館位於南岸布里斯本河的昆士蘭文化中心之內。

## 歷史

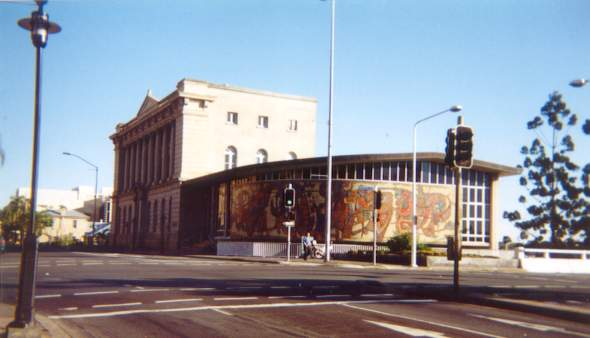
舊州立圖書館,建於1950年代後期

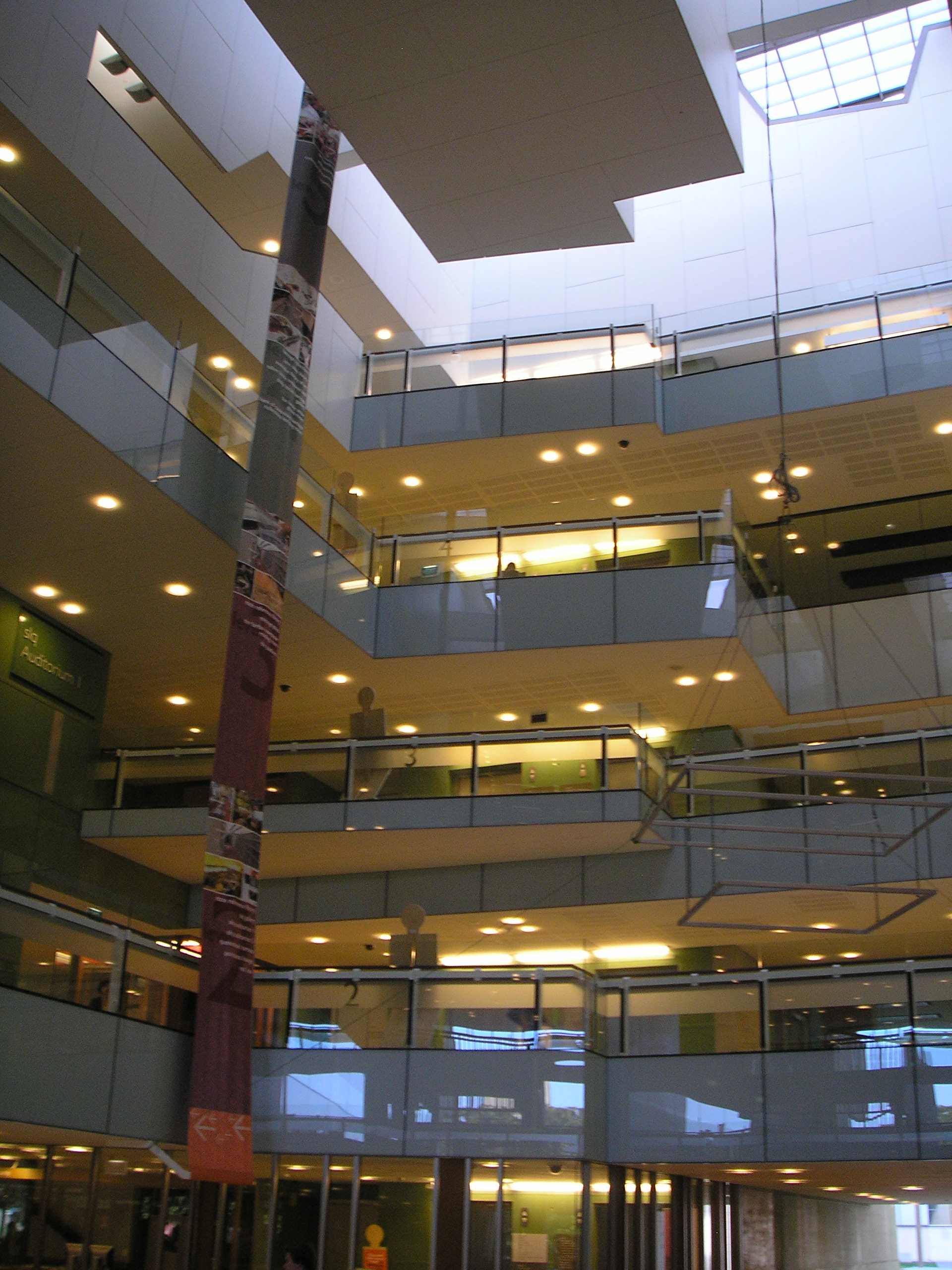
昆士蘭州立圖書館內部

這座公共圖書館是由昆士蘭州殖民地政府于1896年在 William Street 設立，並于1898年更名為昆士蘭州立圖書館。在1902年正式向公眾開放。1988年搬移到現今位於南岸的昆士蘭文化中心地點，相鄰昆士蘭博物館以及昆士蘭美術館。
州立圖書館當前的戰略願景是通過創造性地用信息，知識和群體吸引昆士蘭人們並豐富他們的生活。

## 治理
昆士蘭州州立圖書館由昆士蘭圖書館董事會管轄和包括下列方案計畫：
内容開發
- 昆士蘭州的回憶
- 發現與探索
- 信息和通信技術服務

區域訪問和公共圖書館
- 青少年讀寫能力
- 公共圖書館的發展
- 區域伙伴關係
- SLQ 凱恩斯

參與和伙伴關係
- 澳洲土著原住民服務 (原住民知識中心，IKC)[6]
- 游客的體驗
- 學習和參與
- The Edge (適合年輕人使用的數據文化中心)[7]
- 亞洲太平洋設計圖書館
- 業務工作室 (一個免費的聯合辦公場所，給予創業家，企業家和小企業幫助)[8]
- 政府研究和信息庫

企業服務
- 財務、設施和管理
- 人力資源諮詢
- 戰略報告
- 市民與規劃

圖書管理員辦事處
- 通信與交流
- 昆士蘭圖書館基金會

## 外部連結
- SLQ官方網站 （页面存档备份，存于）
- SLQ Blog （页面存档备份，存于）
- 家庭歷史Nnub
- 昆士蘭音樂 收聽圖書館收藏的音樂遺產
- 時光倒流的建築重建影像– 第1部分 （页面存档备份，存于）,第2部分 （页面存档备份，存于）,第3部分 （页面存档备份，存于）。
- 圖書館法》1988年(昆士蘭) （页面存档备份，存于）